# Стад де Женев
Стад де Женев (фр. Stade de Genève) — футбольний стадіон у Лансі (передмісті Женеви), головний стадіон кантону Женева. На цій арені проводить свої матчі місцевий футбольний клуб «Серветт». До будівництва стадіону матчі цього клубу проходили на збудованому в 1930 році стадіоні Шармілле.

## Розташування
Стадіон розташований у кварталі La Praille міста Лансі на південь від Женеви. Він споруджений на місці колишніх бойні та залізничного депо. До складу стадіону входять також готель, телевізійна студія, культурний центр, офісна будівля, торговельно-розважальний центр та паркінг. Комплекс має власну залізничну станцію.

## Історія
Про плани будівництва «Стад де Женев» було оголошено в 1997 році. Було обрано проєкт стадіону, запропонований групою архітекторів BMS atelier d'architecture на чолі з Бернаром Моселліном. Будівництво стадіону тривало з березня 2001 до березня 2003 року.
За початковим проєктом стадіон мав вміщувати близько 25 000 глядачів, вартість будівництва мала скласти 64 мільйони франків. Проте після оголошення планів про проведення матчів Євро-2008 на стадіоні до проєкту були внесені зміни, внаслідок чого вартість проєкту зросла до 135 мільйонів франків (разом з торговельним центром, готелем та іншою інфраструктурою — 240 мільйонів франків). Стадіон вміщує 31 124 глядачі (в тому числі 30 084 сидячих місця).
Перший матч («Серветт» — «Янг Бойз») відбувся на стадіоні 16 березня 2003 року. Офіційне відкриття відбулося 30 квітня 2003 матчем Швейцарія — Італія, який закінчився поразкою швейцарців 1:2.

## Євро-2008
Стадіон увійшов до числа чотирьох швейцарських стадіонів, що приймали матчі Чемпіонату Європи з футболу 2008. Він був найменшим стадіоном, що приймав матчі цього змагання (оскільки на міжнародних матчах дозволено використовувати лише сидячі місця, арена мала лише 30 084 місця за мінімально необхідних 30 000).
Під час Євро-2008 стадіон приймав три групові матчі (всі за участі несіяних команд):
| Дата      | Матч                   | Рахунок | Раунд          | Глядачі |
| --------- | ---------------------- | ------- | -------------- | ------- |
| 7 червня  | Португалія — Туреччина | 2:0     | Матч групи «A» | 29 106  |
| 11 червня | Чехія — Португалія     | 1:3     | Матч групи «A» | 29 016  |
| 15 червня | Туреччина — Чехія      | 3:2     | Матч групи «A» | 29 016  |

## Інші заходи
Цей стадіон двічі використовувався для проведення міжнародних товариських матчів: Англія — Аргентина (3:2, 12 листопада 2005) та Бразилія — Нова Зеландія (4:0, 4 червня 2006). Також 14 січня 2007 року тут проводив матч Кубка Heineken французький регбійний клуб «Bourgoin-Jallieu». На стадіоні проходили концерти, зокрема, Джонні Халлідея та гурту The Police.

## Галерея

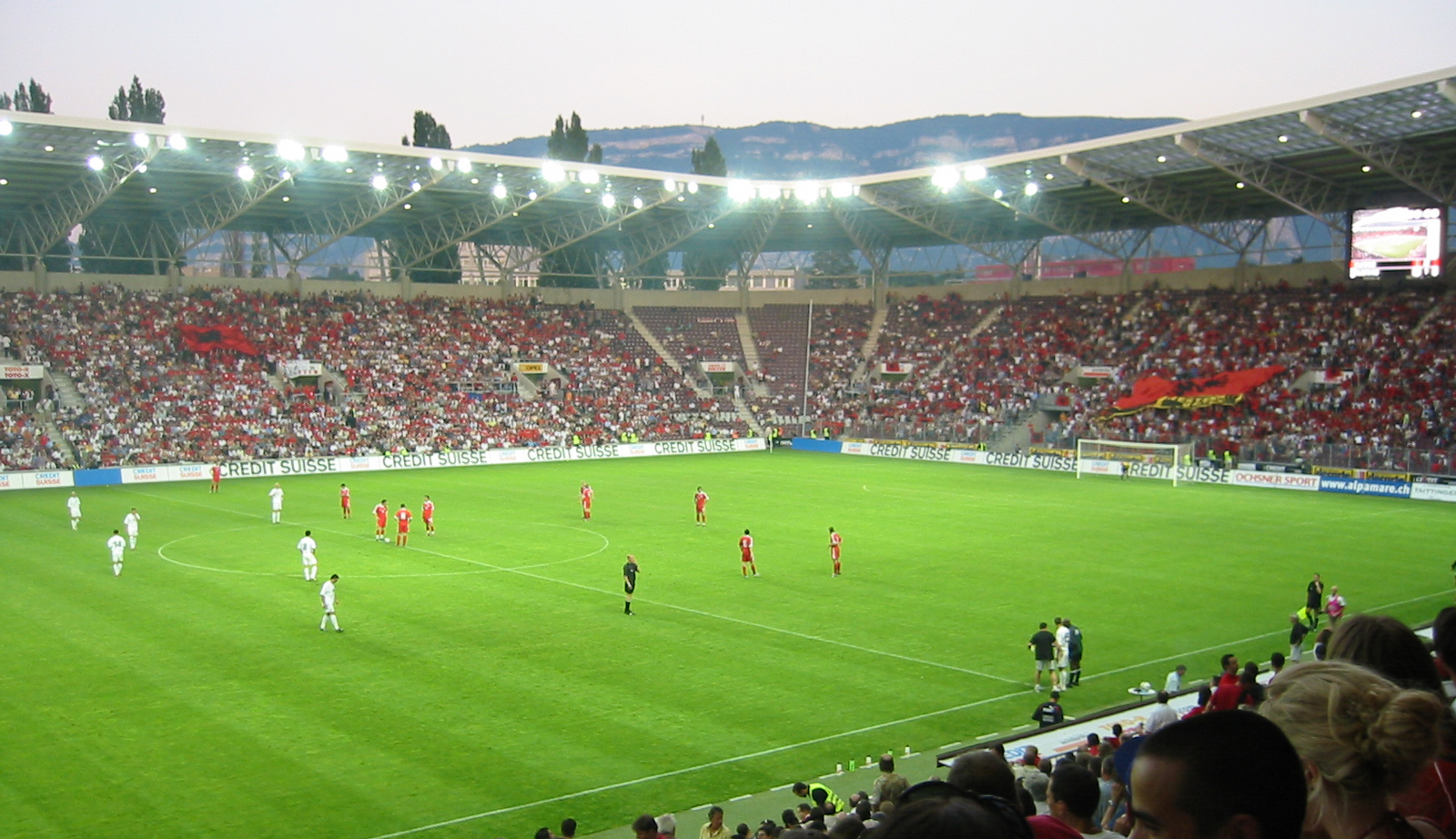
Матч збірної Швейцарії на стадіоні
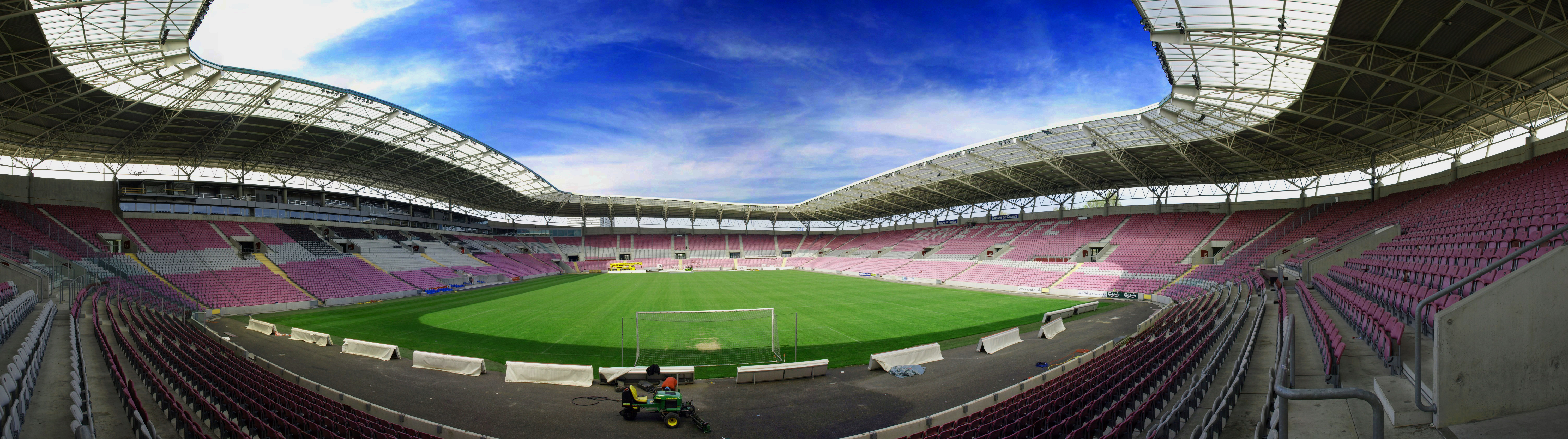
Панорама стадіону
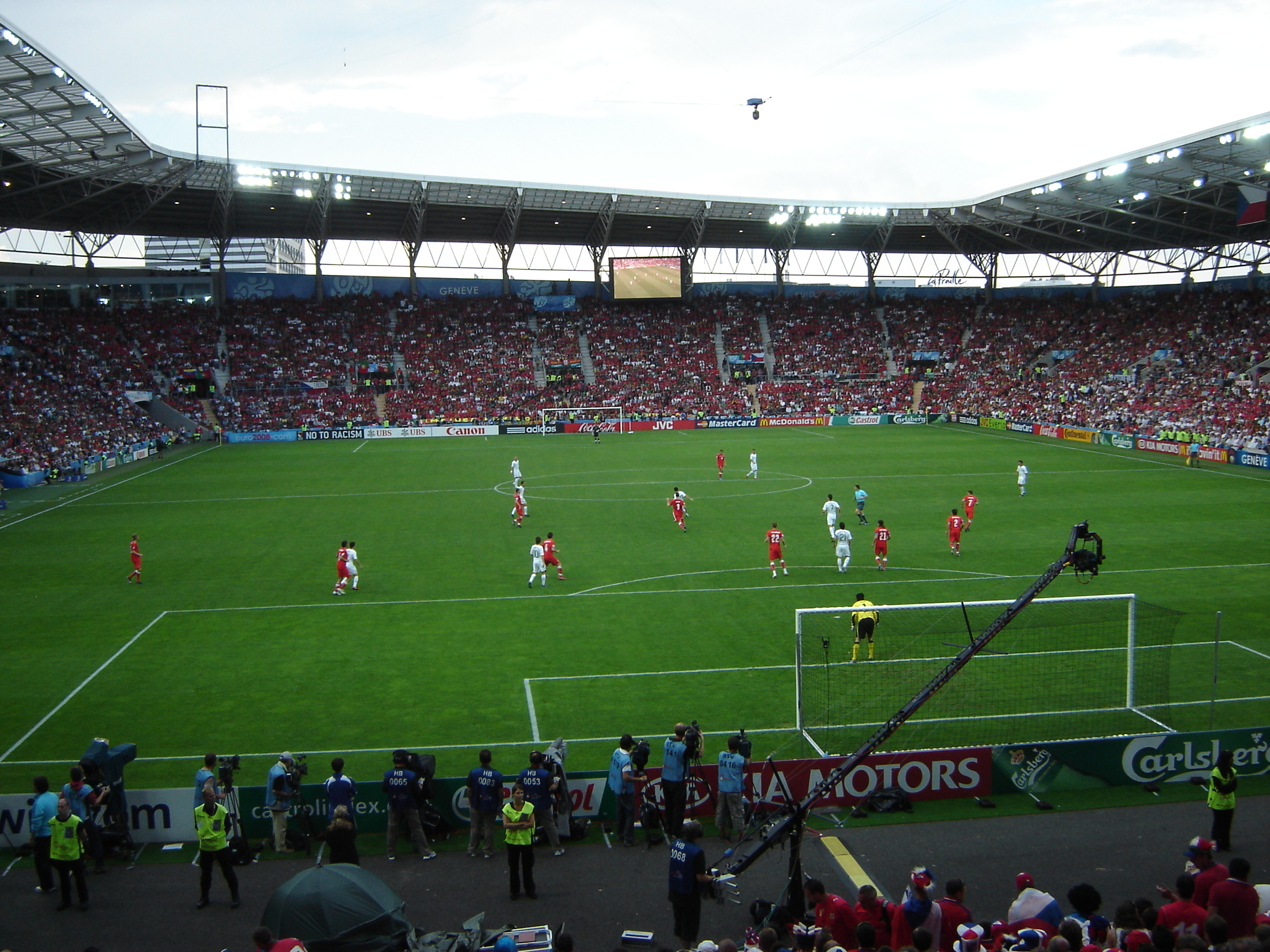
Матч Чехія — Португалія на Євро-2008